# フルフリルメチルジスルフィド
フルフリルメチルジスルフィド（英: Furfuryl Methyl Disulfide）は、有機硫黄化合物の一種。フランとメチル基がジスルフィド結合した構造を採る。

## 用途
希釈すると、淹れたてのコーヒーに類似した香りを生じる。実際のコーヒーから発生するフラン-2-イルメタンチオールなどに比べて安定しているため、フルフリルメチルスルフィドや4-メトキシ-2-メチル-2-ブタンチオールなどと組み合わせて、コーヒー飲料や菓子類などの淹れたて感賦与剤として利用される。

## 安全性
引火点は90℃で、日本の消防法では危険物第4類第3石油類に指定されている。